# Olympische Winterspelen 1956
De VIIe Olympische Winterspelen werden in 1956 gehouden in Cortina d'Ampezzo, Italië. Ook Lake Placid (Verenigde Staten) en Montreal (Canada) stelden zich kandidaat. De Sovjet-Unie stuurde voor het eerst een afvaardiging naar de Winterspelen, ze waren zeer succesvol en wonnen het medailleklassement.

## Hoogtepunten
- Voor het eerst werd de olympische eed afgelegd door een vrouw, de skiester Giuliana Chenal-Minuzzo.
- De Winterspelen werden voor het eerst verzorgd door de Eurovisie. Zo kwamen de Spelen rechtstreeks op de televisie in de verschillende aangesloten landen.
- Het kunstschaatsen werd voor het laatst in de openlucht afgewerkt.
- De Verenigde Staten werden steeds duidelijker de leidende natie bij het kunstschaatsen: Tenley Albright won bij de vrouwen en Hayes Alan Jenkins bij de mannen. Zijn broer werd derde en zou vier jaar later de olympische titel veroveren.
- Het Canadese ijshockeyteam werd verrassend verslagen door de Sovjet-Unie.
- De Oostenrijker Toni Sailer zette bij het alpineskiën een unieke prestatie neer. Hij won alle drie de onderdelen: de slalom, reuzenslalom en de afdaling.

## Belgische prestaties
- België werd vertegenwoordigd in het bobsleeën, het skiën en het hardrijden op de schaats, maar haalde geen enkele medaille.

## Nederlandse prestaties
- Tijdens de openingsceremonie werd het Nederlandse team (zes mannen en twee vrouwen) voorafgegaan door Kees Broekman (schaatsen) die de vlag droeg.
- Een nog zeer jeugdige Sjoukje Dijkstra (14) werd bij het kunstrijden vergezeld door de eveneens jonge Joan Haanappel (15). Ze konden nog geen potten breken en werden respectievelijk 12de en 13de.
- Nederland wint geen enkele medaille.

## Disciplines
Tijdens de Olympische Winterspelen van 1956 werd er gesport in vier takken van sport. In acht disciplines stonden 24 onderdelen op het programma.
| Sport        | Discipline         | Onderdelen                | Onderdelen            | Onderdelen                        | Onderdelen                        |
| ------------ | ------------------ | ------------------------- | --------------------- | --------------------------------- | --------------------------------- |
| Schaatssport | Kunstrijden        | mannen                    | vrouwen               | paren                             | paren                             |
| Schaatssport | Schaatsen          | 500 m (m)                 | 1500 m (m)            | 5000 m (m)                        | 10.000 m (m)                      |
| Skisport     | Alpineskiën        | afdaling (m) afdaling (v) | slalom (m) slalom (v) | reuzenslalom (m) reuzenslalom (v) | reuzenslalom (m) reuzenslalom (v) |
| Skisport     | Langlaufen         | 15 km (m) 10 km (v)       | 30 km (m)             | 50 km (m)                         | 4x10 km (m) 3x5 km (v)            |
| Skisport     | Noordse combinatie | individueel (m)           | individueel (m)       | individueel (m)                   | individueel (m)                   |
| Skisport     | Schansspringen     | individueel (m)           | individueel (m)       | individueel (m)                   | individueel (m)                   |
| Sleesport    | Bobsleeën          | 2-mansbob (m)             | 4-mansbob (m)         | 4-mansbob (m)                     | 4-mansbob (m)                     |
| IJshockey    | IJshockey          | mannen                    | mannen                | mannen                            | mannen                            |

### Mutaties
| Sport      | Nieuw                                        | Verdwenen (t.o.v. 1952) | Wijzigingen/Opmerkingen                             |
| ---------- | -------------------------------------------- | ----------------------- | --------------------------------------------------- |
| Langlaufen | 30 kilometer (m) 3x5 kilometer estafette (v) |                         | 18 kilometer (m) wordt 15 kilometer Nu 6 onderdelen |
|            | 2                                            | 0                       | 1                                                   |

## Medaillespiegel
Er werden 72 medailles uitgereikt. Het IOC stelt officieel geen medailleklassement op, maar geeft desondanks een medailletabel ter informatie. In het klassement wordt eerst gekeken naar het aantal gouden medailles, vervolgens de zilveren medailles en tot slot de bronzen medailles.
In de volgende tabel staat de top-10. Het gastland heeft een blauwe achtergrond en het grootste aantal medailles in elke categorie is vetgedrukt.
Zie de medaillespiegel van de Olympische Winterspelen 1956 voor de volledige weergave.
| Plaats | Land               | NOC | Goud | Zilver | Brons | Totaal |
| ------ | ------------------ | --- | ---- | ------ | ----- | ------ |
| 1      | Sovjet-Unie        | URS | 7    | 3      | 6     | 16     |
| 2      | Oostenrijk         | AUT | 4    | 3      | 4     | 11     |
| 3      | Finland            | FIN | 3    | 3      | 1     | 7      |
| 4      | Zwitserland        | SUI | 3    | 2      | 1     | 6      |
| 5      | Zweden             | SWE | 2    | 4      | 4     | 10     |
| 6      | Verenigde Staten   | USA | 2    | 3      | 2     | 7      |
| 7      | Noorwegen          | NOR | 2    | 1      | 1     | 4      |
| 8      | Italië             | ITA | 1    | 2      | 0     | 3      |
| 9      | Duits eenheidsteam | EUA | 1    | 0      | 1     | 2      |
| 10     | Canada             | CAN | 0    | 1      | 2     | 3      |

## Deelnemende landen
Tweeëndertig landen namen deel aan de Spelen. Hun debuut maakten drie landen: Bolivia, Iran en de Sovjet-Unie. Liechtenstein, Turkije en Zuid-Korea waren in tegenstelling tot vier jaar eerder weer van de partij. In vergelijking met de vorige editie ontbraken Argentinië, Denemarken, Nieuw-Zeeland en Portugal.
Voor het eerst deden de atleten van Oost- en West-Duitsland in een gezamenlijk team mee.